# Dorfkirche Göhlsdorf

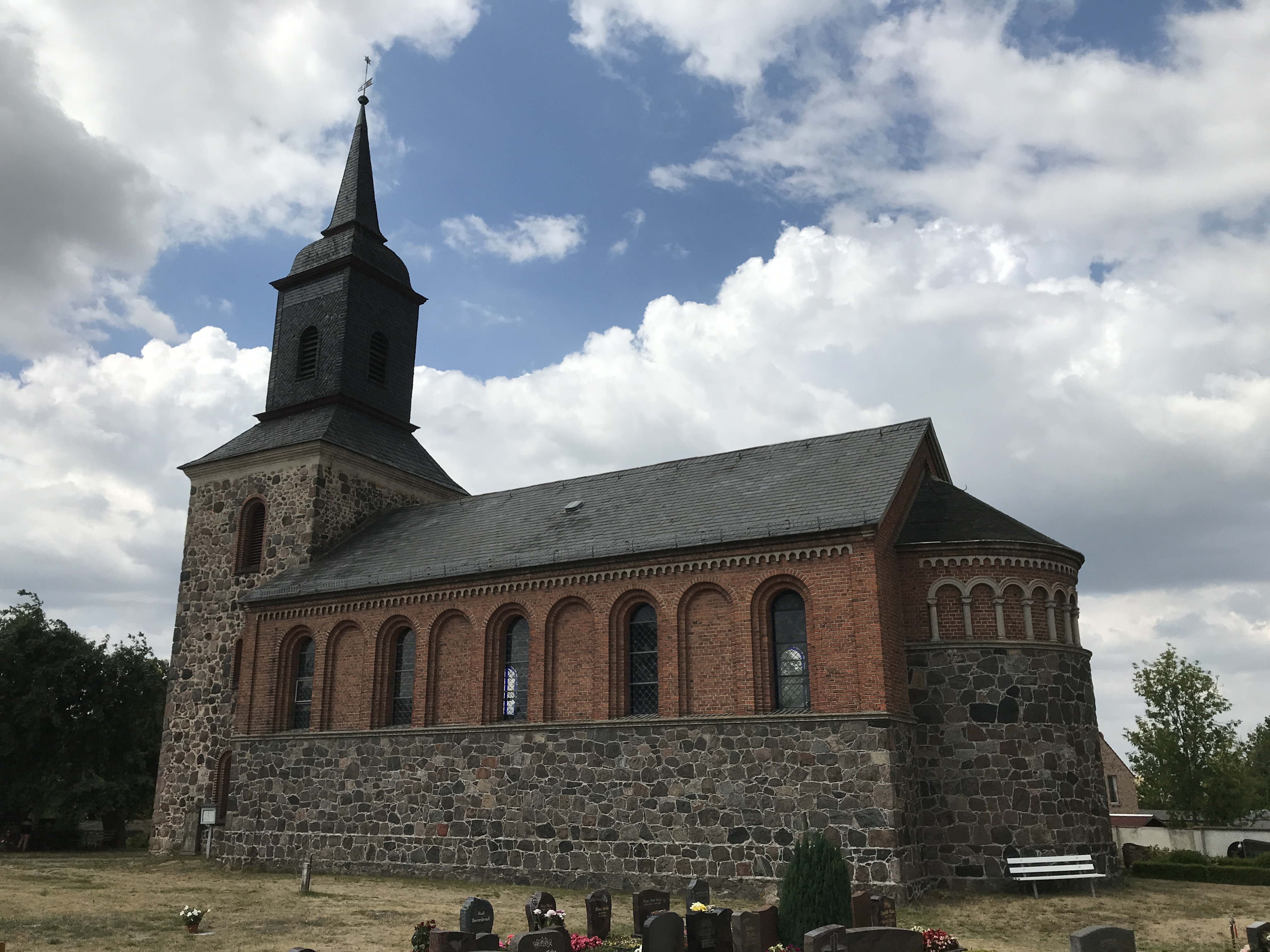
Dorfkirche Göhlsdorf

Die evangelische Dorfkirche Göhlsdorf ist eine neoromanische Saalkirche in Göhlsdorf, einem Ortsteil der Gemeinde Kloster Lehnin im Landkreis Potsdam-Mittelmark im Land Brandenburg. Die Kirchengemeinde gehört zum Pfarrbereich Plötzin im Kirchenkreis Mittelmark-Brandenburg der Evangelischen Kirche Berlin-Brandenburg-schlesische Oberlausitz.

## Lage
Die Alte Dorfstraße führt von Westen kommend in östlicher Richtung auf den historischen Dorfanger zu. Dort steht das Bauwerk auf einer leicht erhöhten Fläche, die mit einer Mauer aus unbehauenen und nicht lagig geschichteten Feldsteinen eingefriedet ist.

## Geschichte
Das genaue Baudatum eines Vorgängerbaus ist bislang nicht bekannt. Sicher ist, dass um 1420 Wichard von Rochow den Ort an das Kloster Lehnin verkaufte. Aus der Zeit vor 1459 gibt es erstmals einen gesicherten Nachweis für einen Vorgängerbau, als Göhlsdorf Filialkirche von Bochow war. Das Kirchenpatronat lag bei den Zisterzienserinnen aus dem Kloster Ziesar. Von dort ging es 1429 als Schenkung an das Kloster Lehnin und 1542 an das königliche Domänenamt über. Der Pfarre waren zu dieser Zeit zwei Hufen zugewiesen. Im Ort gab es eine Feldsteinkirche mit einem Westturm, der im 18. Jahrhundert einen quadratischen Aufsatz mit Turmhaube erhalten hatte. In dieser Zeit wuchs die Kirchengemeinde stark an und so kam der Wunsch nach einer Erweiterung des Sakralbaus auf. Hinzu kam, dass der Turm 1856 repariert werden musste. Erste Pläne des Bauinspektors Schneider aus den Jahren 1857 und 1859 sahen den Anbau von Kreuzarmen vor, wurden aber verworfen. 1862 nahm Schneider gemeinsam mit dem Bauführer Lorenz einen neuen Anlauf. Sie reichten Zeichnungen für einen Neubau des Kirchenschiffs ein, die im gleichen Jahr jedoch von Friedrich August Stüler revidiert wurden. Ein Jahr später legte Schneider neue Zeichnungen vor, die nach einer weiteren Revision durch Stüler schließlich in den Jahren 1865 bis 1867 zur Umsetzung kamen. Der erst kürzlich reparierte Kirchturm wurde dabei in den Neubau mit einbezogen. Er erhielt ein neues Westportal. Die Steine des abgebrochenen Schiffs verwendeten die Handwerker für den Neubau. Die Kirchweihe fand am 28. September 1866 im Beisein des Generalsuperintendenten Hoffmann statt. Ein Jahr später konnte die Orgel feierlich eingeweiht und damit der Neubau vollendet werden. Anfang des 20. Jahrhunderts stellten Experten fest, dass die Verbretterung des Turmaufsatzes schadhaft war. In den Jahren 1903 bis 1906 wurde diese ausgetauscht und mit Schiefer verkleidet. In der Zeit der DDR ließ die Kirchengemeinde unterhalb der Empore eine Winterkirche einbauen. In den Jahren 2001 bis 2005 erfolgte eine umfassende Sanierung.

## Baubeschreibung

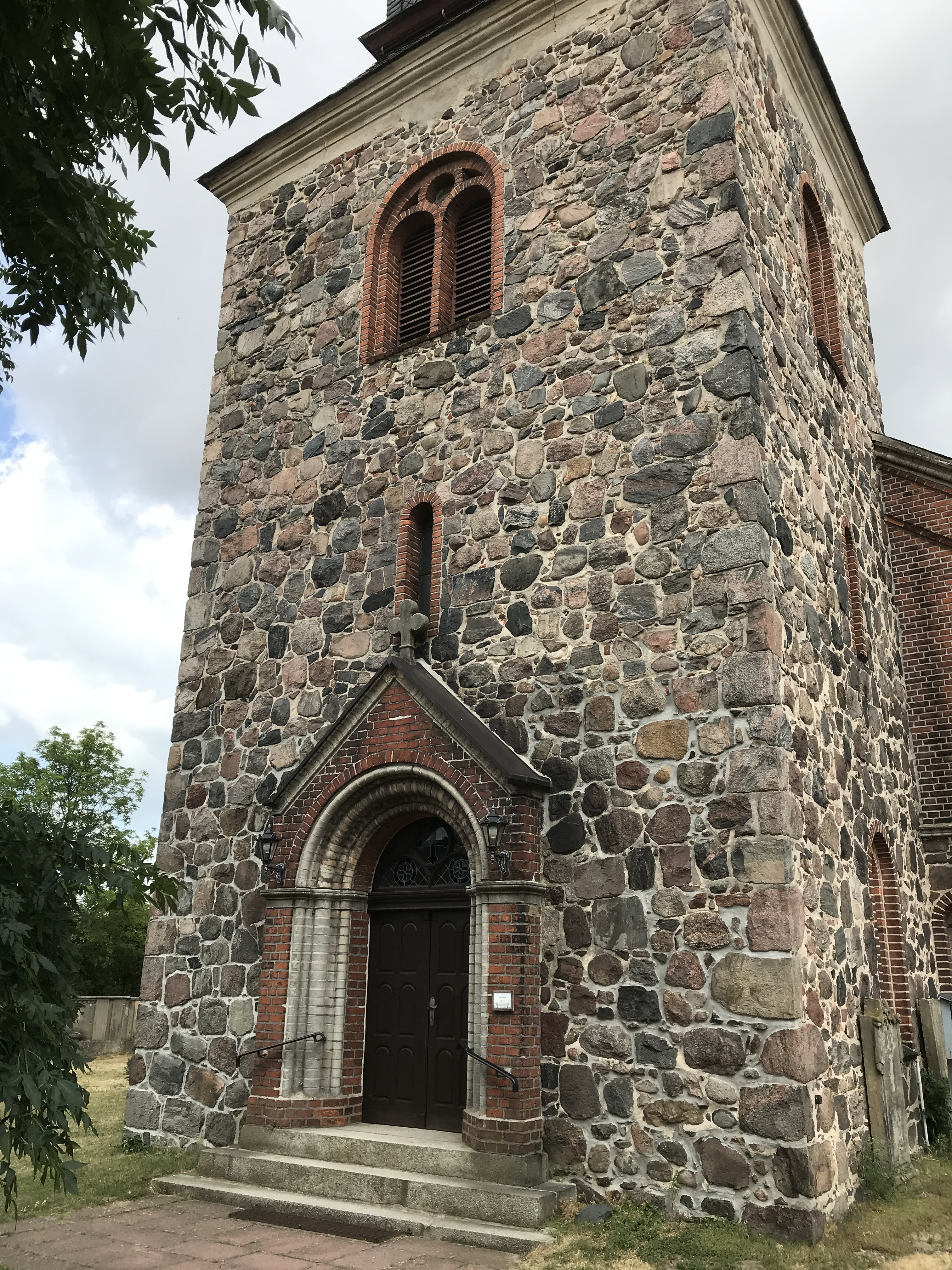
Westportal

Das Bauwerk wurde im Wesentlichen aus Feldsteinen und rötlichem Mauerstein errichtet. Die halbrunde, fensterlose Apsis entstand dabei zu drei Vierteln aus unbehauenen und nur wenig lagig geschichteten Feldsteinen. Oberhalb verwendeten die Handwerker rötlichen Mauerstein und setzten eine umlaufende Reihe gekuppelter Blendarkaden vor die Fassade. Am Übergang zum Dach brachten sie einen nach unten geöffneten Rundbogenfries aus Werkstein an.
Das Kirchenschiff hat einen rechteckigen Grundriss. Die untere Hälfte entstand aus Feldsteinen, die obere aus Mauersteinen. Die Ostwand ist ebenfalls geschlossen; der gemauerte Bereich sowie der Giebel werden durch Lisenen betont. An der Nordseite des Kirchenschiffs wechseln sich fünf Rundbogenfenster mit vier Blenden jeweils ab. Sie reichen vom Feldsteinsockel bis annähernd unter den umlaufenden Rundbogenfries. Die Fenster sind dabei dreifach getreppt, die Blenden zweifach. Die Südseite ist identisch aufgebaut. An der Westseite sind im unteren Bereich neben dem Turm je zwei Rundbogenfenster.
Der Kirchturm ist in seinem Grundriss quadratisch und gegenüber dem Schiff eingezogen. An seiner Westseite ist ein großes, dreifach getrepptes Portal von 1865/1867 mit einem betonten Kämpfer und Giebel mit Kreuzblume. An der Nord- und Südseite ist jeweils ein kleines Rundbogenfenster mit einer Laibung aus Mauerstein. Im mittleren Geschoss ist je eine hochrechteckige Öffnung, gefolgt vom Glockengeschoss. Dort sind an der Westseite zwei, an der Nord- und Südseite jeweils eine Klangarkade. Darüber ist ein Pyramidendach, das in einen verschieferten Aufsatz mit weiteren Klangarkaden führt. Er schließt mit einer geschwungenen Haube und einer Spitze ab; darauf sitzt eine Turmkugel mit Wetterfahne und Stern.

## Ausstattung
Die Kirchenausstattung ist einheitlich und entstand in den Jahren 1865 bis 1867 durch den Potsdamer Bildhauer Friedrich Wilhelm Koch. Er verwendete für den Altar, die Kanzel sowie Fünte einen grau gestrichenen Kunststein. Daraus erbaute er einen neogotischen Altar, dessen Tisch von Säulen getragen wird; die Vorderseite ist mit Maßwerk verziert. Die Fünte besteht aus einem achteckigen Becken, das wiederum auf einem achteckigen Fuß ruht, der mit Maßwerk und zusätzlich mit Putten verziert ist. Die neoromanische Kanzel steht auf einem achteckigen Fuß; der Kanzelkorb ist durch gedrehte Säulchen in Nischen unterteilt, in denen Figuren von Jesus Christus und den Evangelisten stehen. Zur weiteren Ausstattung gehört ein bauzeitliches Gemeindegestühl mit geschwungenen Wangen.
Die Empore steht auf achteckigen Säulen und ist mit einer hölzernen Brüstung verkleidet. Deren Anstrich wurde 2005 wiederhergestellt. Darauf errichtete 1867 Gottfried Wilhelm Baer eine Orgel mit einem Prospekt im Rundbogenstil. Das Instrument hat 12 Register, ein Manual sowie ein Pedal und wurde 2006 instand gesetzt.
Die Kirchengemeinde musste die drei vorhandenen Glocken aus Bronze im Ersten Weltkrieg im Zuge einer Metallspende des deutschen Volkes abgeben. Sie wurden 1928 durch drei Stahlglocken ersetzt, die von der Firma Schillung und Lattermann hergestellt wurden. Das Dachwerk ist zum Schiff hin geöffnet, so dass das Gebälk sichtbar ist. Die Säulen sind mit verzierten Zapfen versehen. Im Turm sind Reste des barocken Aufsatzes erkennbar, während in der Apsis ein dunkelblauer Sternenhimmel freigelegt wurde, der 2005 restauriert werden konnte.
An der südlichen Außenwand des Kirchturms erinnert ein Epitaph an den Oberstleutnant Ernst-Friedrich von Seydlitz, der am 13. April 1722 geboren wurde und am 18. April 1789 starb. Er diente 42 Jahre lang dem Preußenkönig Friedrich dem Großen.